# شيرين (تشناران)
شيرين (بالفارسية: شیرین) هي قرية تقع في قسم بيزكي الريفي (مقاطعة تشناران) في إيران. يقدر عدد سكانها بـ 152 نسمة بحسب إحصاء 2016.